# Henri Marie Ducrotay de Blainville
Henri Marie Ducrotay de Blainville, född 12 september 1777, död 1 maj 1850, var en fransk zoolog.
Blainville studerade anatomi och blev 1806 doktor för medicin. Han blev 1812 professor i zoologi, jämförande anatomi och fysiologi vid Paris universitet. Han blev 1832 professor i jämförande anatomi vid naturhistoriska museet. Under Blainvilles första år som vetenskapsman hade han ett vänskaplig band till Georges Cuvier men senare blev de nästan fiender. Trots detta skapade Blainville senare begreppet paleontologi för den nya vetenskap av Cuvier introducerat.
Bland hans skrifter märks De l'organisation des animaux (1822), Manuel de malacologie et de conchyliologie (1825), Cours de physiologie générale (1833), Manusel d'actinologie (1834), i vilket arbete Blainville trots vissa felaktiga antaganden fört särskilt kännedomen om koralldjuren betydligt framåt, samt främst Ostéographie ou déscription iconographique, comparée du squelette et du système dentaire, (1839-64), som på ett utmärkt sätt redogör för såväl de fossila som de nu levande djurens ben- och tandbyggnad.
Blainville blev 1825 ledamot av Franska vetenskapsakademin och invaldes 1837 som utländsk ledamot av Kungliga Vetenskapsakademien.
En valart fick sitt namn efter Blainville.